# Brachylomia rufescens
Brachylomia rufescens là một loài bướm đêm trong họ Noctuidae.